# Necrophila rufithorax
Necrophila rufithorax es una especie de escarabajo carroñero del género Necrophila, categorizada en la tribu Silphini, de la subfamilia Silphinae. Fue descrita por Wiedemann en 1825.

## Distribución
Se distribuye por Asia: India, Nepal y Sri Lanka.